# 당진도서관
충청남도당진교육지원청당진도서관은 충청남도 당진시 채운동 소재의 도서관이다.

## 연혁
- 1974.06.07 당진군립도서관 설치조례 공포
- 1974.10.14 당진군립도서관 준공 및 개관
- 1991.03.26 당진도서관으로 명칭 변경
- 2000.07.13 당진군농업기술센터 건물무상임대 사용허가
- 2000.12.07 당진도서관 이전 개관
- 2003.01.07 디지털자료실 개실
- 2003.05.20 공공도서관 표준 자료관리시스템(KOLAS ll)사용
- 2006.09.01 당시 당진군민회관 건물 무상임대사용 허가, 당진도서관 이전
- 2008.12.01 공공도서관 표준관리 시스템 KOLAS lll 업그레이드
- 2009.12.14 당진도서관 홈페이지 전면 개편
- 2019.03.01 충청남도당진교육지원청당진도서관으로 공식 명칭 변경